# Paul Watson (basketspelare)
Paul Watson Jr., född 30 december 1994 i Phoenix i Arizona, är en amerikansk professionell basketspelare (SF/SG) som spelar för Phoenix Suns i National Basketball Association (NBA). Han har tidigare spelat för Atlanta Hawks, Toronto Raptors och Oklahoma City Thunder.
Watson blev aldrig NBA-draftad.
Innan han blev proffs studerade Watson vid California State University, Fresno och spelade för deras idrottsförening Fresno State Bulldogs.